# 楊淳稙
楊 淳稙（ヤン・スンジク、朝鮮語: 양순직、1925年5月11日 - 2008年7月24日）は、韓国の政治家、民主化運動家。第6・7・14代国会議員。本貫は清州楊氏、号は心山（シムサン、심산）。漢字表記は梁淳稙とされることもある。

## 経歴
忠南論山出身。公州高校、ソウル大学校師範大学卒。海軍では本部政訓次監・報道室長を務め、海軍准将として予備役に編入された。
1961年の5・16軍事クーデター以降は中央情報部部長顧問、1962年よりソウル新聞社長を務めた。1963年の第6代総選挙と1967年の第7代総選挙で民主共和党から連続当選し、国会財政経済委員長も務めたが、1969年の3選改憲に反対する活動および4・8抗命事件により民主共和党から除名された。統一主体国民会議選出阻止国民大会準備委員長を経て、1979年のYMCA偽装結婚式事件で咸錫憲らと共に拘束され、10ヶ月の懲役を宣告された。1984年以降は民主憲政研究会組織者、民主化推進協議会副議長、新韓民主党副総裁、統一民主党副総裁、平和民主党副総裁、民主憲法争取国民運動本部常任共同代表を歴任し、6月民主抗争でも拘束された。
1992年の第14代総選挙で統一国民党から再び当選し、韓日議員連盟副会長、金九先生真相究明委員会副会長を務めた。国会議員退任後は忠清郷友会中央会長、自由民主連合常任顧問、韓国自由総連盟総裁、第2建国汎国民推進委員会共同委員長を歴任した。大韓体育会顧問を務めたこともある。
2008年7月24日に死去。83歳没。